# South Padre Island (Teksas)
South Padre Island je gradić u američkoj saveznoj državi Teksas. Prema popisu stanovništva iz 2010. u njemu je živjelo 2.816 stanovnika.